# 포드 코티나
포드 코티나(Ford Cortina) 또는 현대 코티나(Hyundai Cortina)는 포드의 영국 법인에서 판매했던 승용차이다. 1967년 12월에 현대자동차가 설립되며, 1968년 2월에 유럽 포드와 기술, 조립, 판매 관련 계약을 체결하고, 그해 11월부터 대한민국에 도입되어 생산하기 시작한 차종으로, 현대자동차의 첫 차종이다. 현대자동차가 대한민국에서 생산한 차량을 현대 코티나라고도 부른다. 코티나, 뉴 코티나, 코티나 마크 Ⅳ, 코티나 마크 Ⅴ 등으로 여러 차례 변화를 거쳤다. 대한민국의 후속 차종은 현대 스텔라이고, 외국의 후속 차종은 시에라와 오리온이다.

## 1세대(MK1)

### 코티나

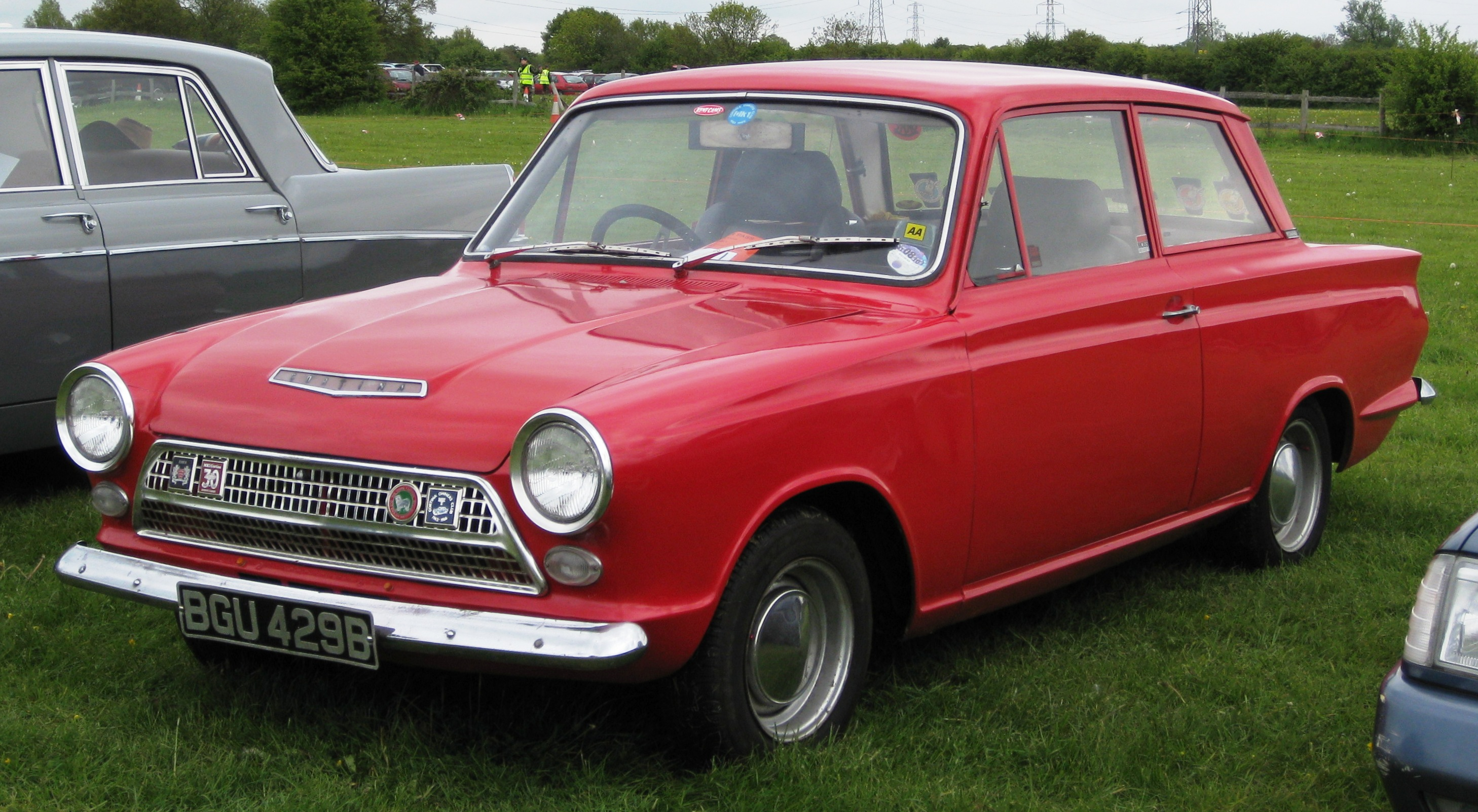
포드 코티나(전기형) 정측면

1962년 9월에 컨설 클래식의 후속 차종으로 선보였다. 출시 당시에는 컨설 코티나라는 차명으로 판매되었으며, 저렴한 가격과 넓은 적재 공간(스테이션 왜건) 등으로 인해 출시 3개월에 6만 대를 판매한 히트작이 되었다. 1963년에는 로터스제 1,558cc 엔진을 얹은 로터스 코티나도 등장해 로터스 공장에서 1966년까지 3년 동안 2,800여 대가 생산되어 모터 스포츠에서도 활약했다. 1964년 9월에 페이스 리프트를 거쳐 코티나로 차명이 변경되었다.

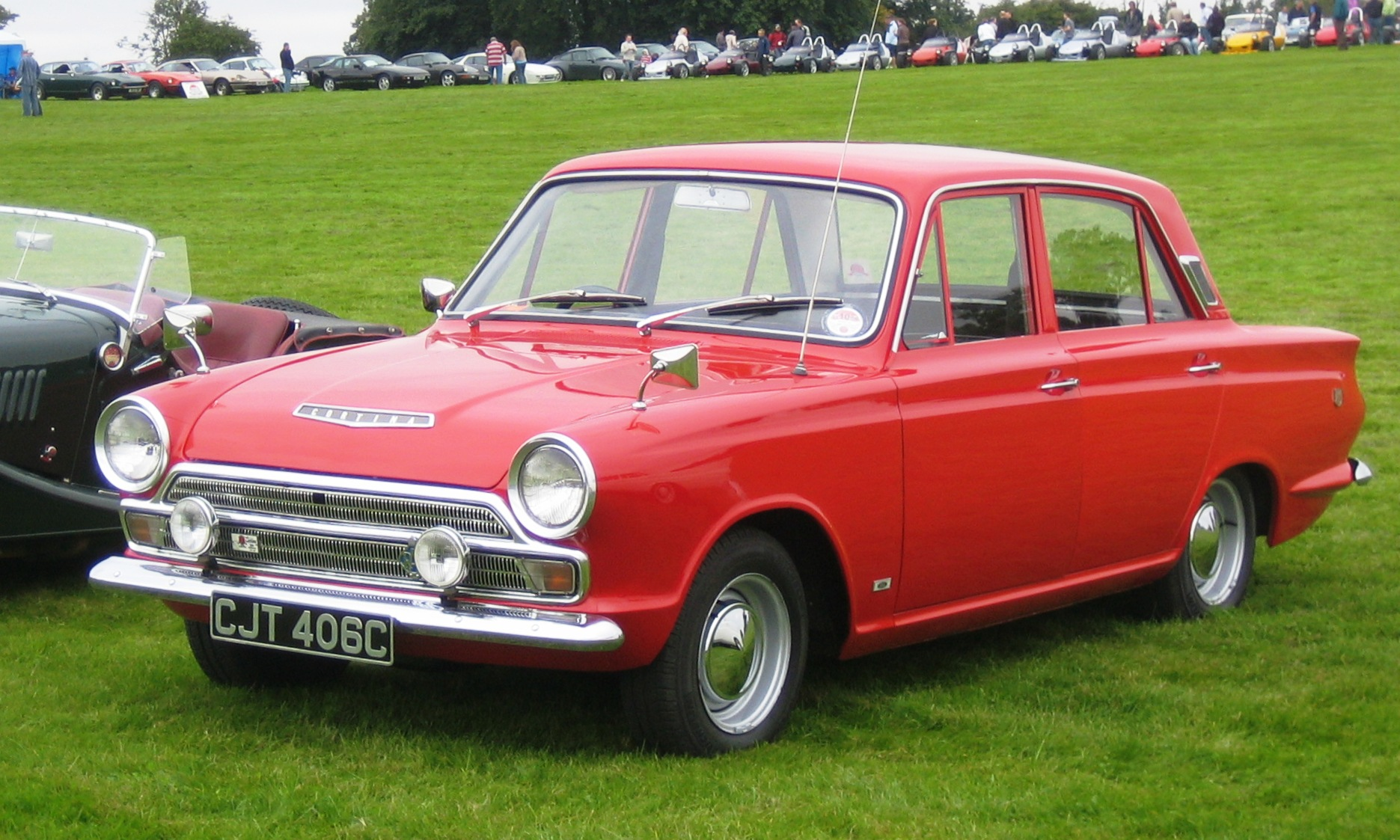
포드 코티나(후기형) 정측면

## 2세대(MK2)

### 코티나

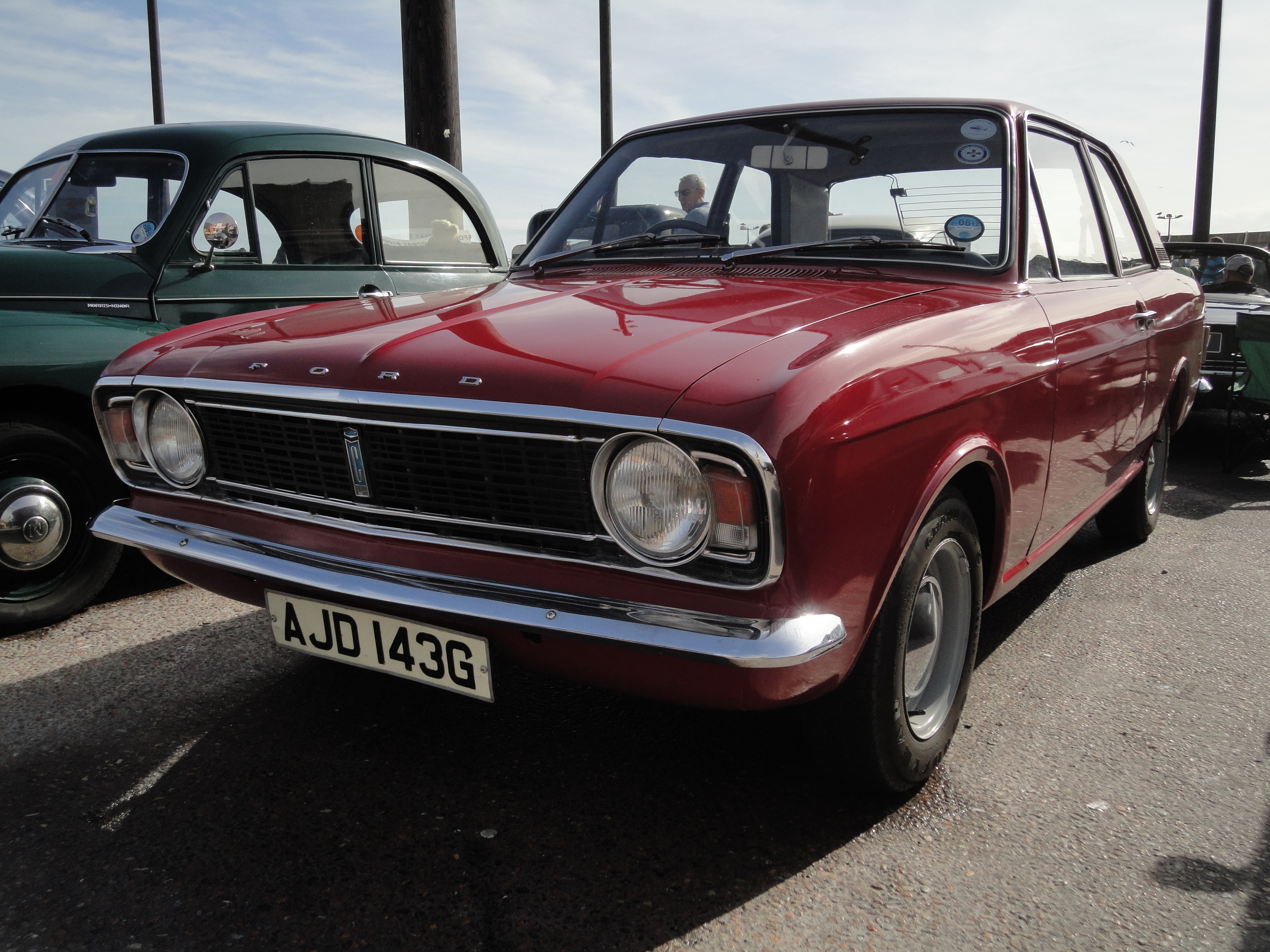
포드 코티나 마크 II 정측면

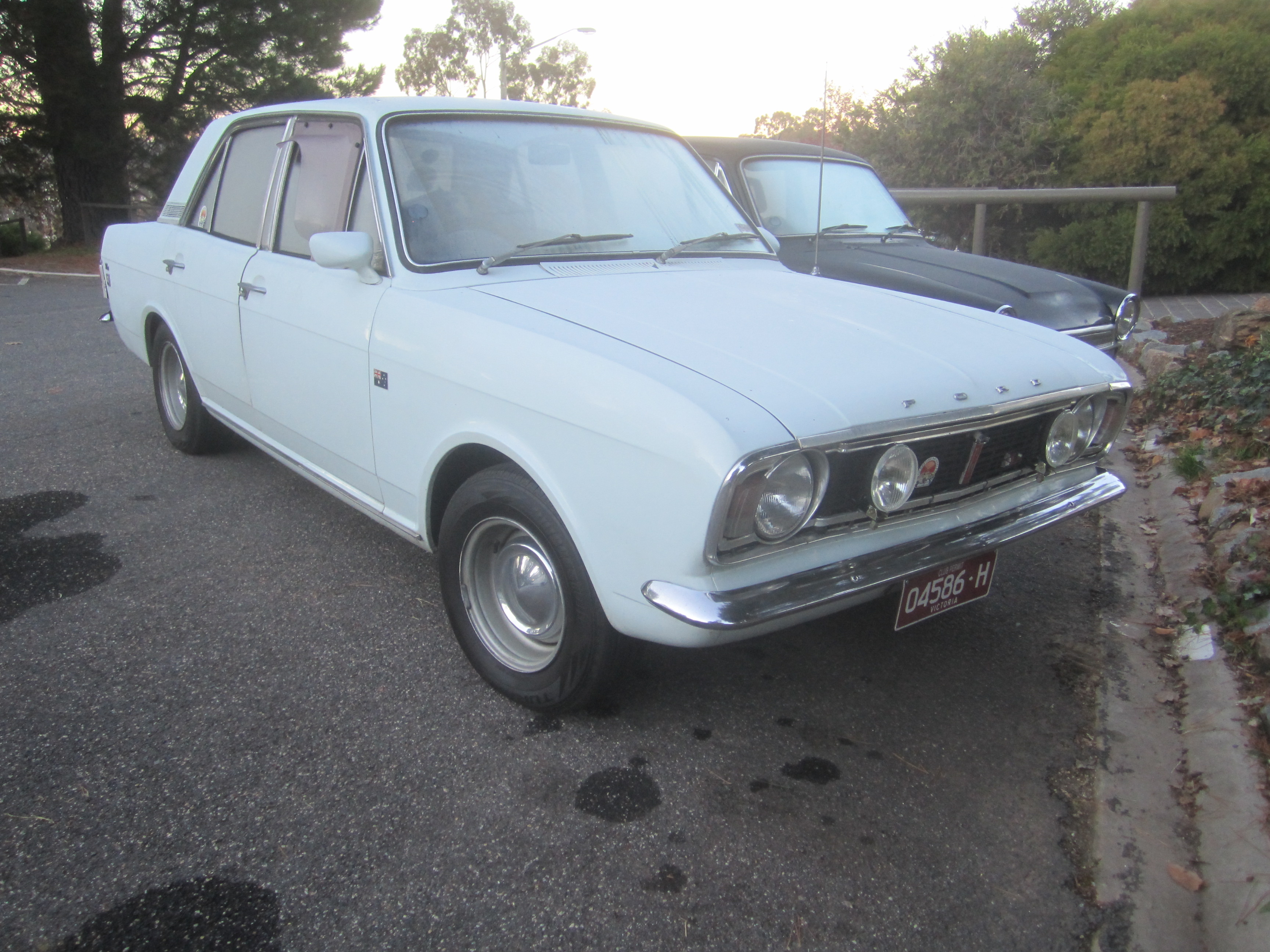
1969년식 포드 코티나 마크 II

1966년 10월에 선보였다. 전폭이 60mm 넓어져 실내 공간이 확대되었다. 엔진을 포함한 메커니즘은 1세대와 거의 같았으나, 전륜에는 디스크 브레이크가 표준화되었다. 1967년에 코티나는 영국의 판매대수 2위의 자리에 올랐다. 대한민국에서는 현대자동차가 1968년 창립하여 처음 생산한 차량으로서 당시 포드의 영국법인과 기술제휴 하여 CKD(Complete Knock Down)방식으로 공장개시 6개월 만에 조립 생산되었다. 코티나는 4,348평의 조립공장에 위치한 총 5개의 조립라인에서 각 80분의 조립 시간을 소요하였다. 코티나는 직렬 4기통의 포드 1.6L OHV(Over Head Valve)켄트엔진을 기본으로 채택하였다. 최고 출력 75마력에 최고 속도 160km/h를 발휘하였다. 변속기는 전진4단, 후진1단 수동으로 칼럼식 시프트 방식이며 연료탱크 최대용량은 45.5L에 달한다. 당시 경쟁자였던 신진자동차의 코로나에 비하여 배기량이 크며 시트가 넓으며 안전장치와 최대속도면 에서는 흠잡을 대가 없다고 판단되어 채택된 차량이기도 하다. 당시 현대자동차는 포드와 기술제휴 계약이전 생산할 차량을 채택하여야 했는대 당시 포드는 미국에서 생산하던 모델과 영국과 유럽에서 부품은 공유하나 실정에 맞도록 설계한 유럽형 모델이 있었다. 미국에서 생산하던 차량들은 대부분 스포츠카나 대형 고급차였으나 유럽에서 생산하던 차량들은 내구성 좋고 실용적인 차량이 주를 이루고 있었으며 그중에서 코티나는 국내실정에 가장 적합한 차량으로 판단되어 현대자동차가 생산하기로 결정하였다. 코티나의 차량외형은 Roy D. Haynes가 디자인하여 우아하고 견고한 느낌을 주며 차체가 넓고 창유리가 곡면으로 되어 6명이 탑승하여도 여유가 있었다 다만 영업용은 5명 자가용은 6명으로 규제하기로 하였다. 1968년 대뷔 첫해에 566대를 판매하였고 1969년에는 5,547대를 판매하였다. 당시 국내승용차 보유대수가 3만3,000대에 불과했기에 코티나는 곧 국내자동차 시장의 베스트셀러카중 하나로서 코로나와 경쟁하였다. 전륜에는 디스크브레이크가 표준화되었으며 후륜은 드럼브레이크를 사용하여 제동력을 항상 시켰다. 당시 신차가격은 110만원 정도였는데, 고장이 잦아 “코티나는 미는 차”, “고치나”, “코피나”, “골치나”등으로 불리기도 하였다. 차량은 전반적인 부분에서는 좋은 평가를 받았으나 주 고객이던 택시회사 등에서 품질에 대한 항의가 빈번해짐에 따라 진상규명을 위하여 정부에서 품질 조사단이 파견되었으며 최종결론에서는 코티나가 고른 아스팔트노면을 기준으로 설계된 차량이며 정비사들의 정비미숙과 더불어 1969년 7월 몰아 닥친 대홍수로 보유하고 있던 모든 부품이 침수되는 사태가 발생하였으나 현대자동차는 그 침수부품을 그대로 사용하면서 퓨즈나 재너레이터와 같은 물에 약한 부품의 고장이 잦아들게 되었던 것이었다. 설상가상으로 부산시내를 운행하던 218대의 코티나 택시들 중 100대의 기사들이 부산사업소로 몰려와 차를 반납하겠다는 소동을 벌였다. 또한 1970년대 정부는 각종 수요억제정책을 내놓게됨에 따라 코티나의 판매는 급속하게 떨어저 1970년에는 1,853대로 판매율이 떨어졌다. 이로 인하여 현대자동차는 곤욕을 제대로 치르게 되고 코티나는 이로 인해 평판이 떨어저 1971년 9월에 단종되었다. 단종 이전까지 국내에선 총 8,320대가 생산되었다. 2014년 현재 알려진 바로는 삼성화재 교통박물관이 1대를 소장하고 있으며, 현대자동차가 박물관 전시를 위해 영국에서 각각 부품차와 전시용차 1대를 수입해 소장 중에 있다.

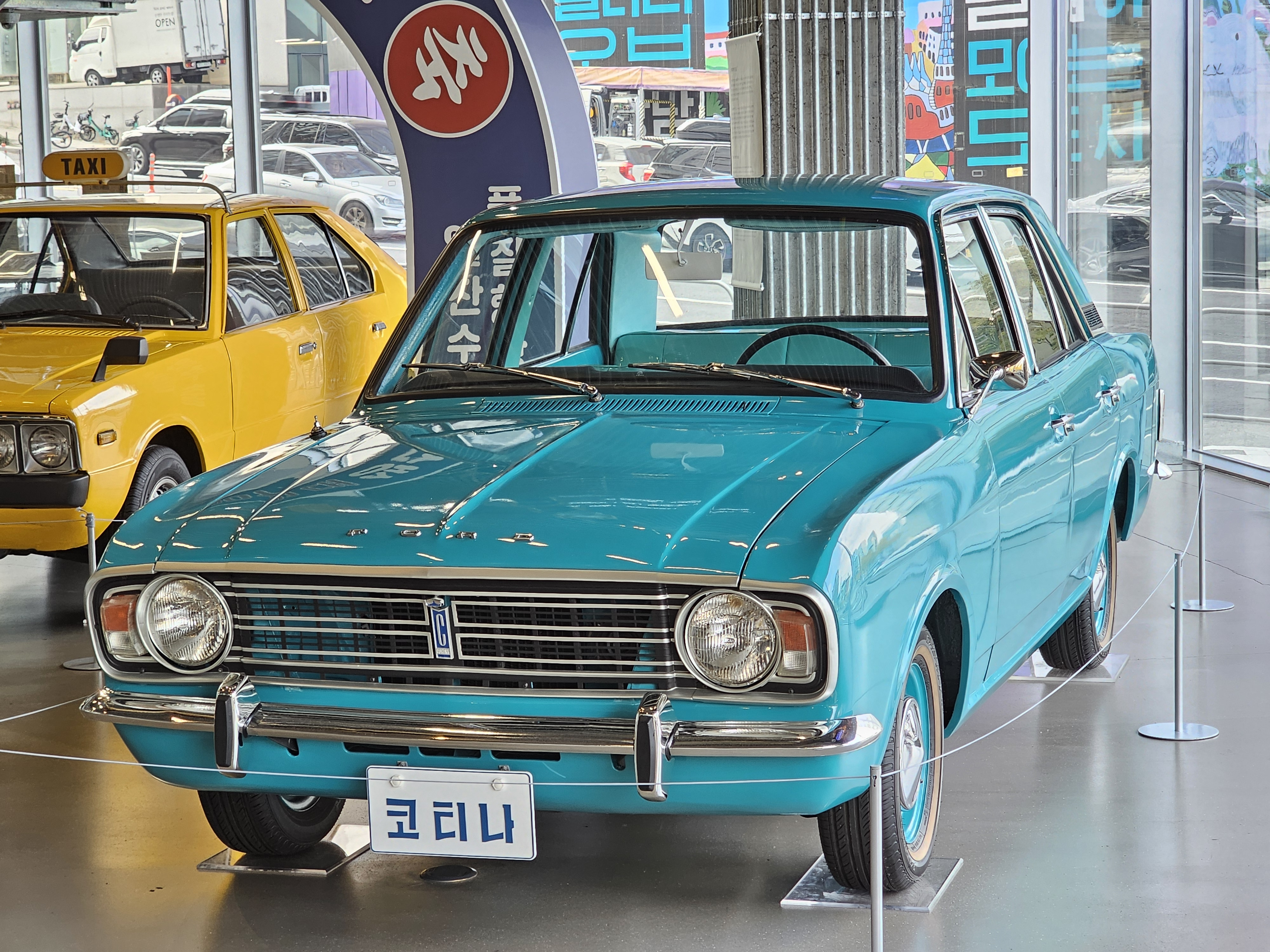
현대 코티나 전측면
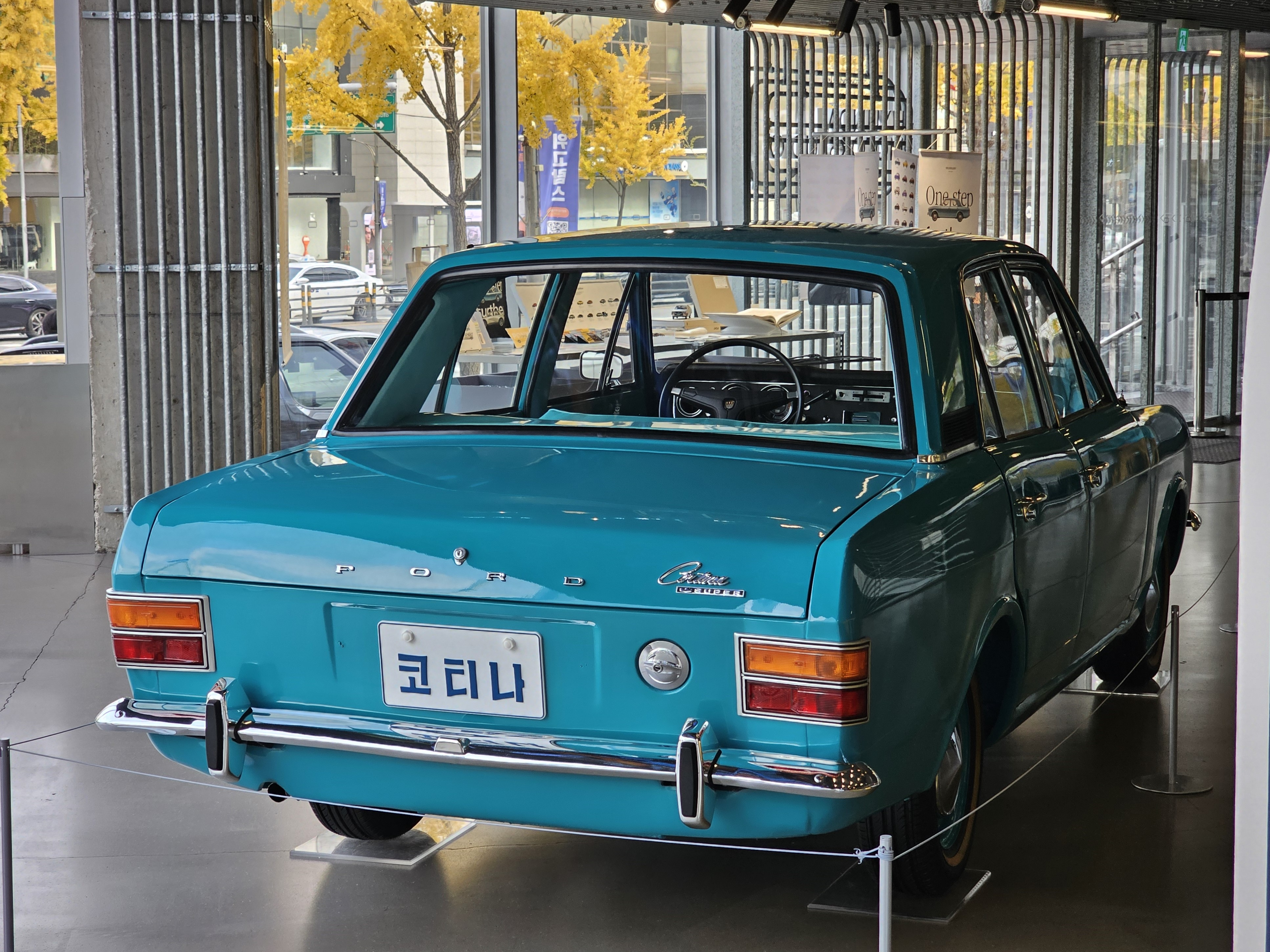
현대 코티나 후측면

#### 제원
제원
| 구분                 | 1.6L 켄트 OHV     |
| -------------------- | ----------------- |
| 전장 (mm)            | 4,267             |
| 전폭 (mm)            | 1,648             |
| 전고 (mm)            | 1,389             |
| 축거 (mm)            | 2,489             |
| 윤거 (전, mm)        | 1,330             |
| 윤거 (후, mm)        | 1,295             |
| 승차 정원            | 5명               |
| 변속기               | 수동 4단 칼럼식   |
| 서스펜션 (전/후)     | 더블 위시본/4링크 |
| 구동 형식            | 후륜 구동         |
| 연료                 | 가솔린            |
| 배기량 (cc)          | 1,591             |
| 최고 출력 (ps/rpm)   | 75/5,000          |
| 최대 토크 (kg*m/rpm) | 12.25/2,500       |
| 최고 속도 (km/h)     | 160               |
| 연비 (km/L)          |                   |

## 3세대(MK3)

### 뉴 코티나

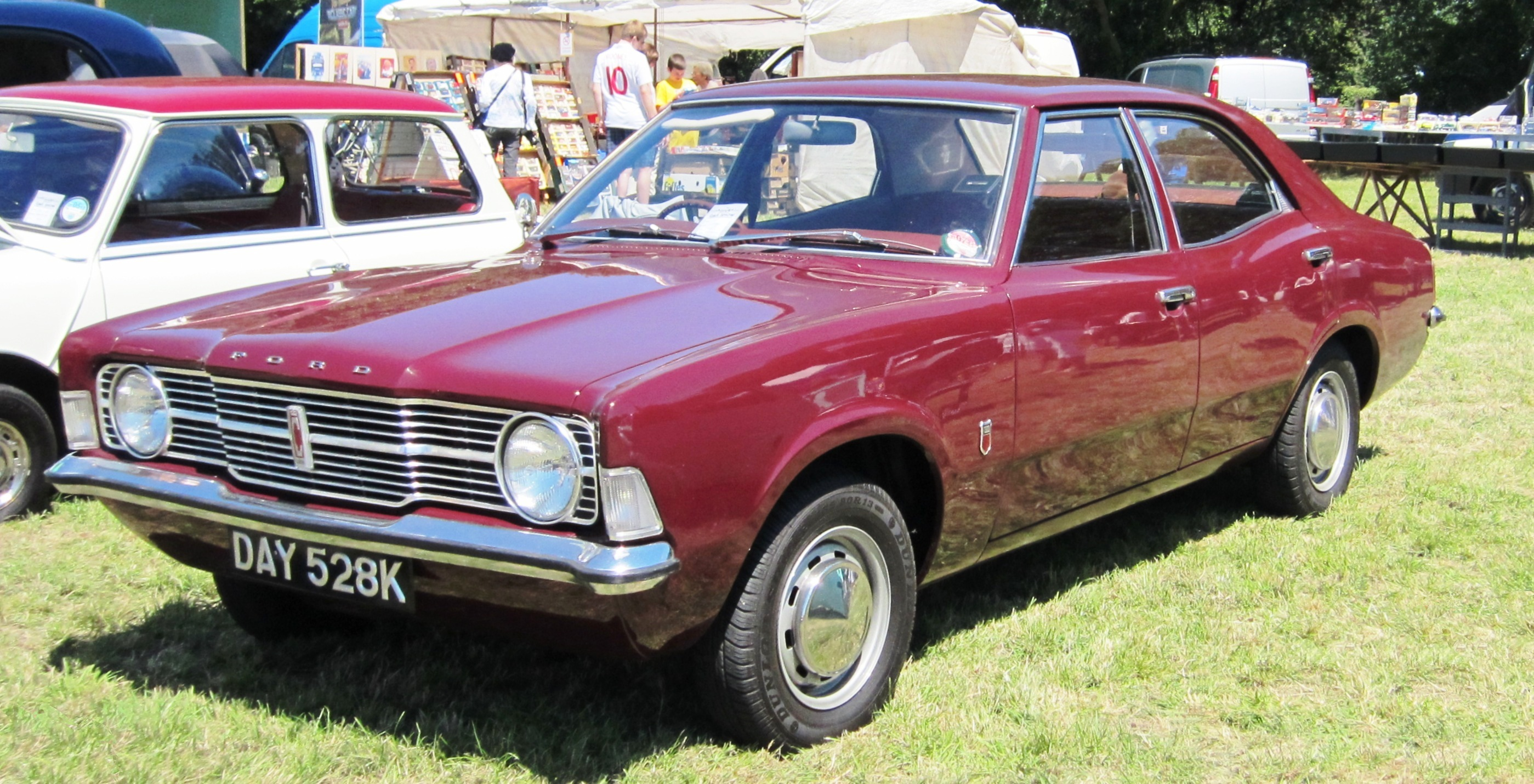
포드 뉴 코티나(전기형) 정측면

1970년 10월에 풀 모델 체인지를 거친 뉴 코티나는 디자인은 당시 미국차에도 많이 사용된 코카콜라 보틀 라인을 모티브로 설계되었다. 대한민국에서는 1971년 11월부터 조립 생산되어 뉴 코티나라는 차명이 붙여졌다. 초기 국산화율은 41%였고, 새롭게 사용된 OHC(Over Head Cam)엔진은 캠축은 실린더에 직접 연결하여 개폐하는 방식으로 연료효율 상승과 더불어 전반적인 성능 또한 항상 시켰다. 엔진성능은 최고 마력 78마력 최고 속도 160km/h를 발휘하였다. 변속기는 전단 동시치합식으로 전진 4단과 후진 1단 방식으로 기존의 칼럼방식에서 플로어 시프트로 변경되었다. 조향 장치도 기존 로드&링키지 방식을 개선한 랙&피니언 방식을 채택하였다. 클러치는 유압식에서 기계식(건조 단판식)으로 변경되었다. 브레이크는 기존의 단일계통이던 것을 2중 유압장치로 개선하여 전모델보다 안정성을 항상 시켰다. 2중 유압장치란 마스터 실린더가 전후 2계통으로 나누어 작동하여 파이프 하나가 파열되어도 나머지 다른 1계통이 작용하여 제동력을 얻을 수 있는 시스템이다. 1974년에 페이스 리프트를 하여 기존의 사각형 헤드라이트를 둥근 쌍 헤드라이트로 변경시켰으며 범퍼 등의 안전장치 또한 개선하였다. 현대자동차는 또한 이전모델의 문제점을 보완하기 위하여 뉴코티나는 생산이전에 국내에 3대의 샘플카와 1971년 5월에 들여와 이중한대는 주행테스트에 사용토록 했다. 제품설계 담당자와 개발설계 담당자를 영국에 직접 보내어 보완작업 및 지역특성을 사전 합의하도록 하여 국내실정에 최대한 적합하도록 하였다. 시험주행로는 울산에서 방어진까지 비포장도로와 공장매립지 등이었으며 주행거리는 6개월 만에 3만2,000km에 달했다. 내구력시험에 크랙이 생기는 등 우리실정에 맞지 않는 문제가 생길 때마다 보강하였으며 전국적으로 도로사정이 안 좋은 곳을 운행하는 오너와 계약을 체결하여 한달에 한번식 정기점검을 실시하도록 하고 이로 인하여 발견된 자료로 인하여 차량을 개선시켜나갔다. 1971년 7월에는 고급형인 프레지던트 모델이 출시되고 1974년에 페이스 리프트를 거쳤으며, 이후 마크 IV가 출시되면서 1976년 2월에 단종되었다. 현재 대한민국에서 알려진 바로는 4대 정도 존재하며, 그 중 도로에서 정식으로 허가된 차량은 단 1대로 1972년 출고되어 58만km를 달린 뉴 코티나 프레지던트 모델이다. 이 차량은 1999년부터 자동차 10년타기 시민연합의 대표인 임기상씨가 소유하고 있는 것으로 알려져 있다.

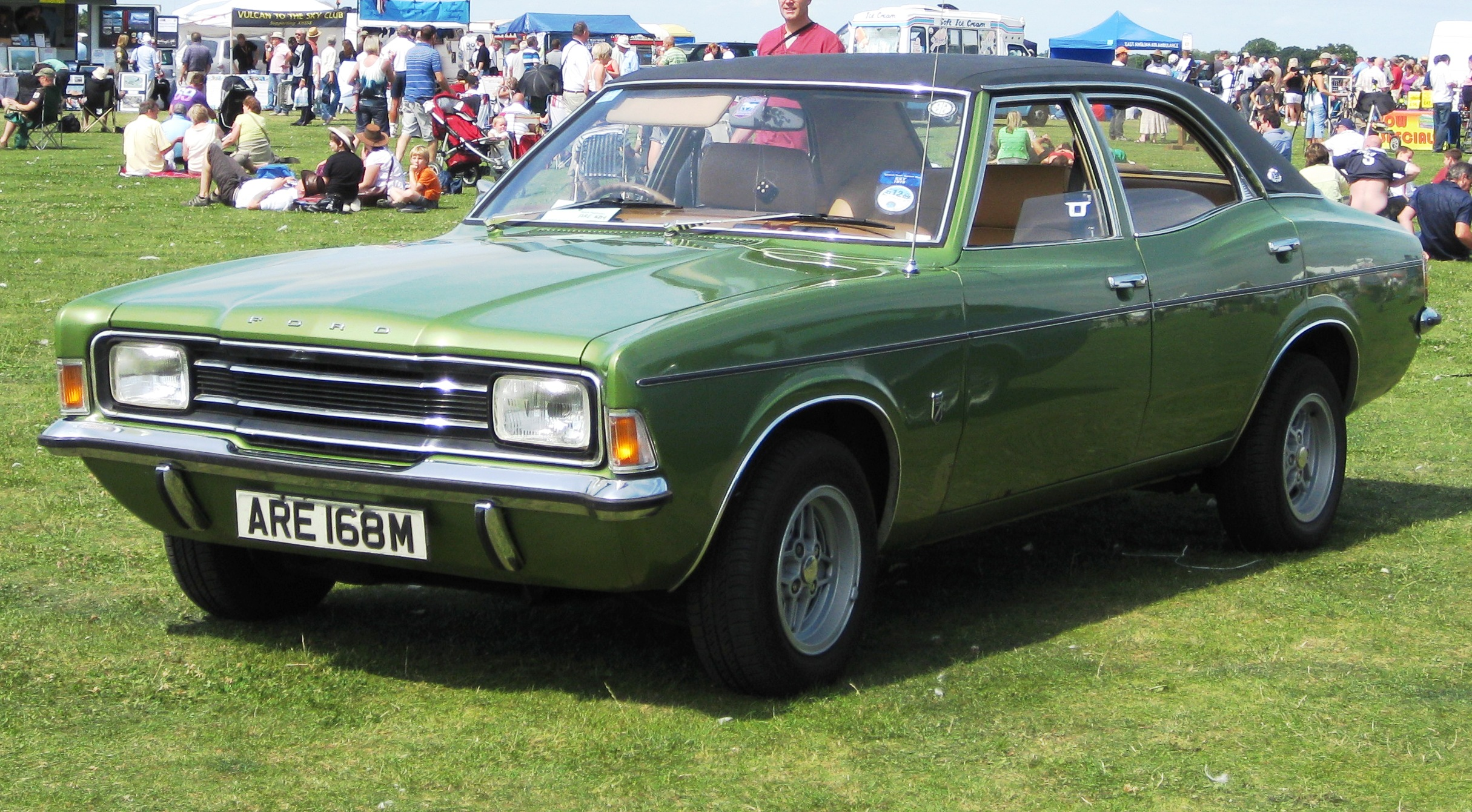
포드 뉴 코티나(후기형) 정측면

#### 제원
제원
| 구분                 | 1.6L 핀토 OHC            |
| -------------------- | ------------------------ |
| 전장 (mm)            | 4,267                    |
| 전폭 (mm)            | 1,702                    |
| 전고 (mm)            | 1,321                    |
| 축거 (mm)            | 2,578                    |
| 윤거 (전, mm)        | 1,422                    |
| 윤거 (후, mm)        | 1,422                    |
| 승차 정원            | 5명                      |
| 변속기               | 수동 4단 (플로어 시프트) |
| 서스펜션 (전/후)     | 더블 위시본/4링크        |
| 엔진 형식            | TL16                     |
| 구동 형식            | 후륜 구동                |
| 연료                 | 가솔린                   |
| 배기량 (cc)          | 1,593                    |
| 최고 출력 (ps/rpm)   | 78/5,700                 |
| 최대 토크 (kg*m/rpm) | 11.4/3,600               |
| 최고 속도 (km/h)     | 160                      |
| 연비 (km/L)          |                          |

## 4/5세대(MK4/5)

### 코티나 마크 Ⅳ

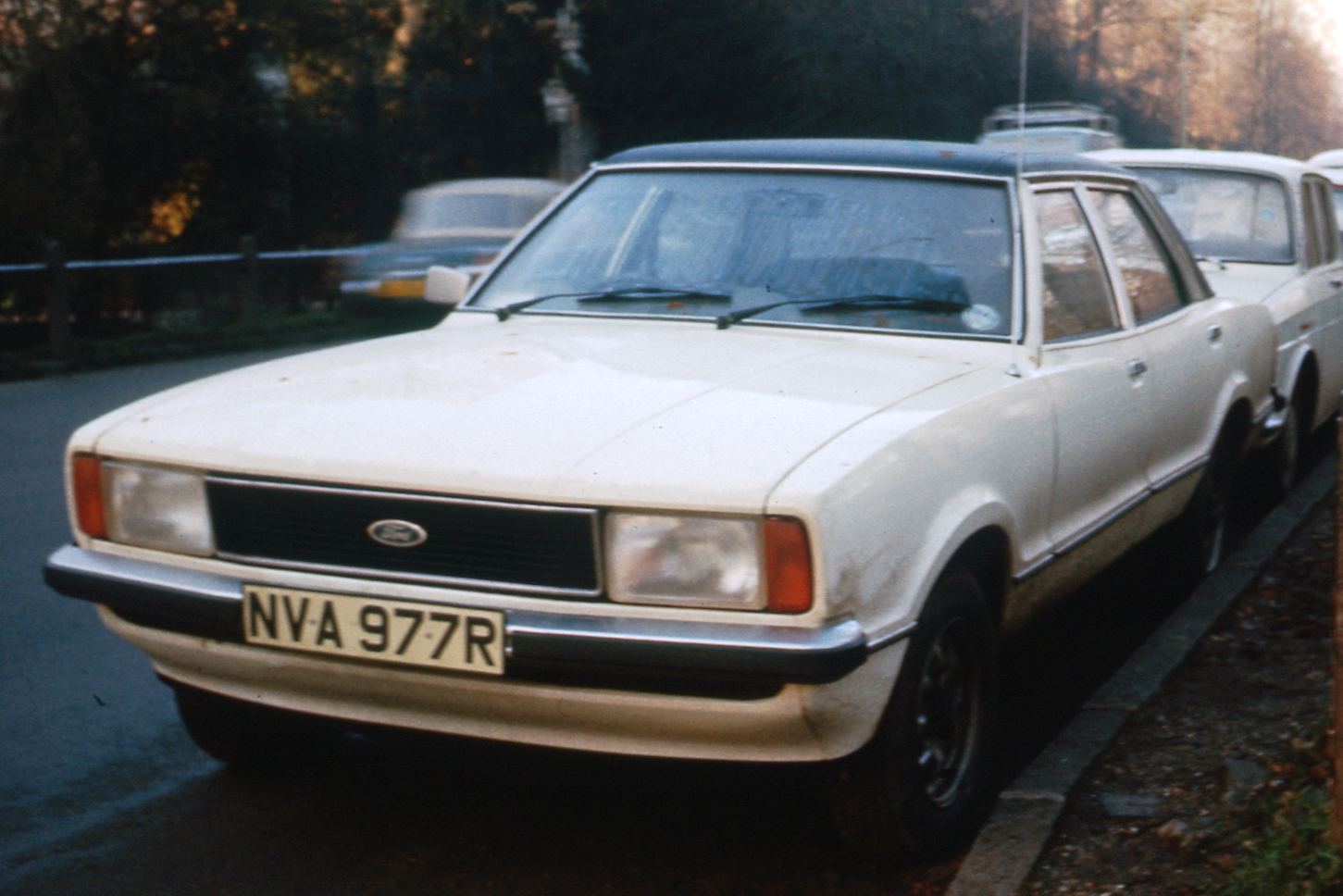
포드 코티나 마크 Ⅳ

1976년 10월에 선보였다. 대한민국에서는 1977년 3월부터 1980년 12월까지 총 14,287대가 생산되었고. 4도어 세단과 이를 바탕으로 한 경찰차 그리고 5도어 스테이션 왜건과 이를 바탕으로 한 구급차가 있었다. 당시로서는 신사풍의 점잖은 스타일, 안락한 승차감, 안전성 등으로 중산층의 자가용으로 인기를 끌었다. 이 차는 연료 절약형 승용차에 주어지는 홍콩의 쉘 이코노미 런 상을 1978년과 1979년 등 2회에 걸쳐 수상해 뛰어난 경제성을 인정받았다. 엔진의 배기량과 최대 출력은 뉴 코티나와 같았고, 최대 토크는 12.0kgm(3,000rpm)으로 향상되었다. 현재 대한민국에는 금호상사와 현대자동차가 각각 1대를 소장하고 있다.

### 코티나 마크 Ⅴ

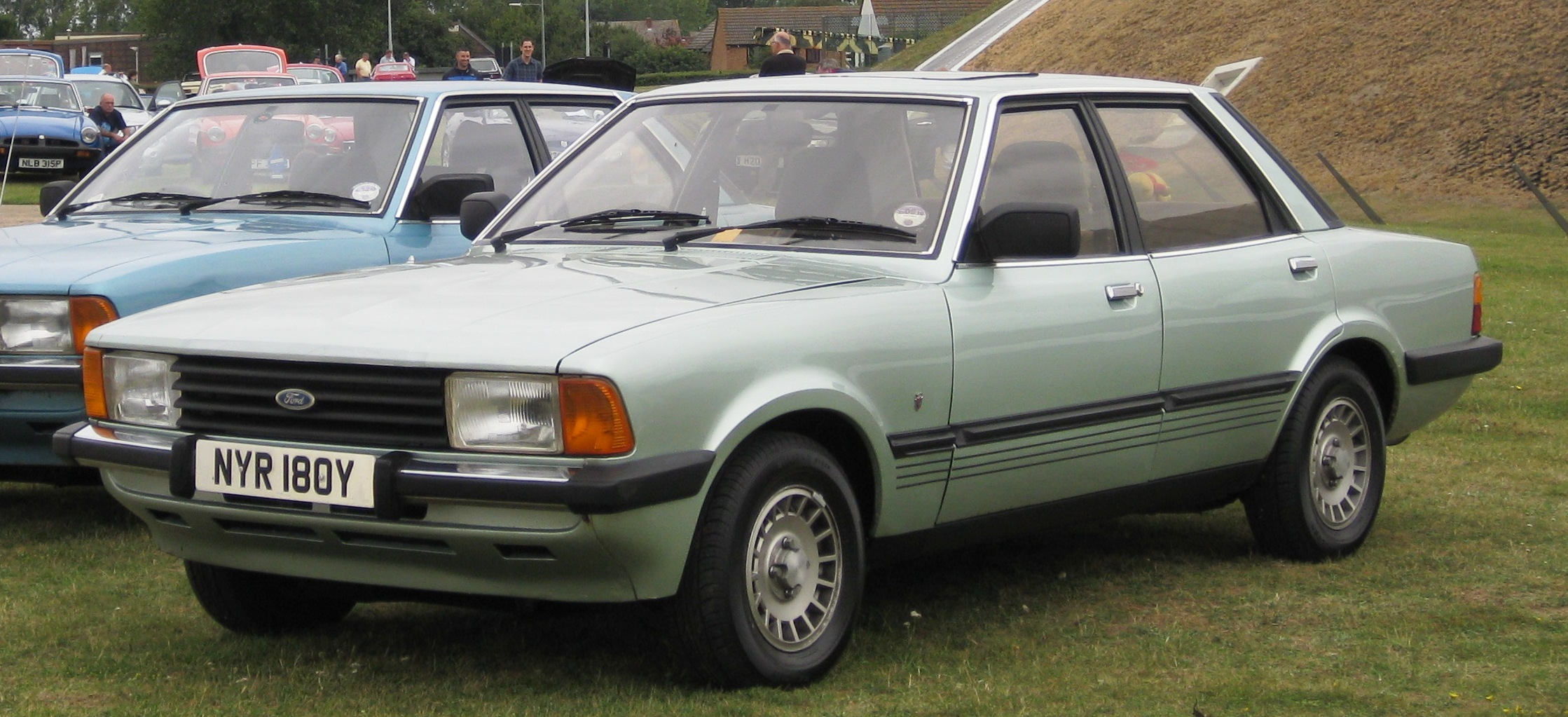
포드 코티나 마크 Ⅴ

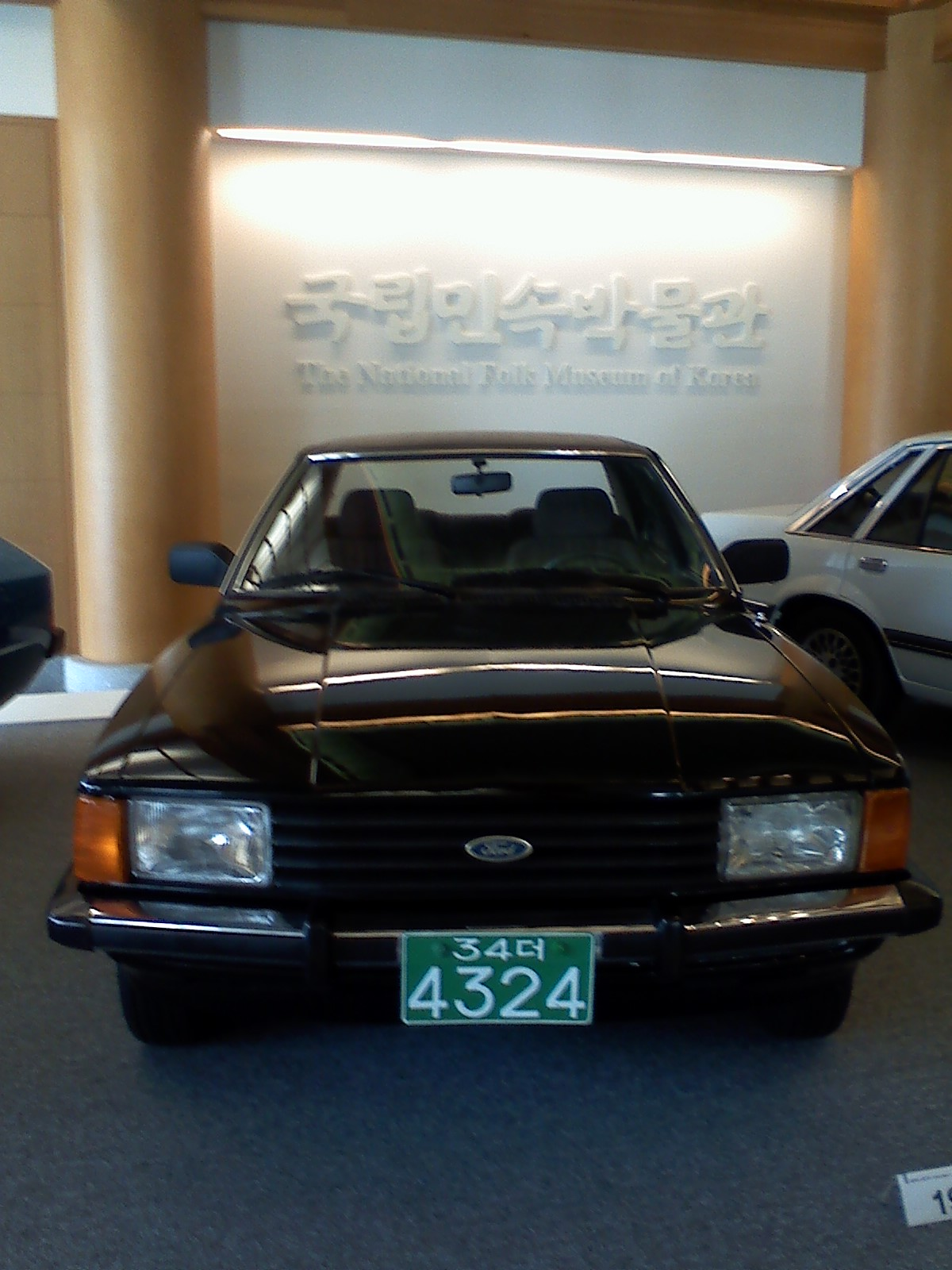
현대 포드 코티나 마크 Ⅴ 정면

마지막 코티나가 된 코티나 마크 Ⅴ는 1979년 9월에 선보였다. 코티나 마크 Ⅳ에서 변경된 부분은 더커진 헤드라이트, 라디에이터 그릴, 더커진 방향지시등, C-필러, 루프등이다. 또한 파위트레인을 손봐 연비와 성능을 마크 IV 보다 더욱 개선시켰으며 안전성확보를 위하여 범퍼를 전모델보다 더욱 개선시켰다. 대한민국에서는 1980년 9월부터 1983년 4월까지 포드와 기술제휴로 판매되었다. 현대자동차는 또 연료절약형 모델을 기존의 켄트엔진에서 미쓰비시제 새턴 엔진이 달린 이코노미 트림이 나오기도 했다. 코티나 마크 Ⅳ와 마찬가지로 경찰차로도 활용되어 같이 순찰 업무를 담당하기도 했다. 현재는 대한민국에는 금호상사가 2대, 삼성화재 교통박물관이 이코노미 1대, 그리고 개인 소유자들이 3대를 소유하고 있다.

#### 제원
제원
| 구분                 | 1.6L 핀토 OHC            |
| -------------------- | ------------------------ |
| 전장 (mm)            | 4,340                    |
| 전폭 (mm)            | 1,699                    |
| 전고 (mm)            | 1,363                    |
| 축거 (mm)            | 2,575                    |
| 윤거 (전, mm)        | 1,445                    |
| 윤거 (후, mm)        | 1,442                    |
| 엔진형식             | TL16                     |
| 승차 정원            | 5명                      |
| 변속기               | 수동 4단 (플로어 시프트) |
| 서스펜션 (전/후)     | 더블 위시본/4링크        |
| 구동 형식            | 후륜 구동                |
| 연료                 | 가솔린                   |
| 배기량 (cc)          | 1,593                    |
| 최고 출력 (ps/rpm)   | 78/5,700                 |
| 최대 토크 (kg*m/rpm) | 12/3,000                 |
| 최고 속도 (km/h)     | 160                      |
| 연비 (km/L)          |                          |